# كاجيفا
كاجيفا هي شركة إيطالية مصنعة للدراجات نارية. تأسست في 1978 بواسطة جيوفاني كاستيغليوني. يقع مقرها في فاريزي. هي تابعة لإم في أغستا. كانت في الأصل تقوم بإنتاج المكونات المعدنية الصغيرة. حققت انتصارات في رالي داكار وسباق الجائزة الكبرى للدراجات النارية.

## وصلات خارجية
- الموقع الرسمي